# Курегян Каріна
Каріна Курегян (нар. 5 березня 1974) — колишня вірменська професійна тенісистка. Вона була срібною призеркою змішаних пар у Вірменії на Літній Універсіаді 1993 року (разом із Саргисом Саргисяном).
На початку 1990-х Курегян брала участь у професійному турі та досяг найкращого рейтингу синглів у рейтингу 420 у світі. Як гравця парного розряду вона отримала 198 місце і виграла сім титулів на Жіночому кругообігу ITF, включаючи турнір 25 000 доларів у Софії у 1992 році.
У період з 1993 по 1996 рік вона грала в колегіальному тенісі в штаті Канзас. У 1994 році вона стала першим гравцем із штату Канзас, який отримав загальноамериканські відзнаки ITA, а в 1995 році вона співпрацювала з Мартін Шрубсол і претендувала на чемпіонат парних розрядів № 1 на Великій восьмій.

## Фінал ITF
| Легенда         |
| --------------- |
| $ 25 000 турнір |
| $ 10 000 турнір |

### Одиночний: 1 (0–1)
| Результат | Дата                | Турнір            | Поверхня | Суперник    | Рахунок  |
| --------- | ------------------- | ----------------- | -------- | ----------- | -------- |
| Поразка   | 24 листопада 1991 р | Бен Акноун, Алжир | Хард     | Леа Жирарді | 3–6, 3–6 |

### Парний розряд: 9 (7–2)
| Результат  | №  | Дата                 | Турнір                  | Поверхня | Партнер       | Суперники                         | Рахунок       |
| ---------- | -- | -------------------- | ----------------------- | -------- | ------------- | --------------------------------- | ------------- |
| Переможець | 1. | 8 вересня 1991 р     | Бургас, Болгарія        | Хард     | Аїда Халатян  | Марія Марфіна Світлана Комлева    | 6–4, 6–2      |
| Переможець | 2. | 24 листопада 1991 р  | Бен Акноун, Алжир       | Хард     | Аїда Халатян  | Леа Жирарді Рафаелла Лізьєро      | 6–4, 6–2      |
| Переможець | 3. | 1 грудня 1991 року   | Бахджерра, Алжир        | Хард     | Аїда Халатян  | Наталія Часова Надя Стрельцова    | 7–6 (3), 6–2  |
| Поразка    | 1. | 1 березня 1992 р     | Яффа, Ізраїль           | Хард     | Аїда Халатян  | Вірджинія Хамфріс-Девіс Джейн Вуд | 4–6, 3–6      |
| Переможець | 4. | 8 березня 1992 року  | Рамат Ха-Шарон, Ізраїль | Хард     | Аїда Халатян  | Вірджинія Хамфріс-Девіс Джейн Вуд | 6–4, 3–6, 6–4 |
| Переможець | 5. | 24 травня 1992 року  | Салерно, Італія         | Глина    | Аїда Халатян  | Мануела Баргіс Стефанія Індеміні  | 6–3, 6–0      |
| Поразка    | 2. | 31 травня 1992 року  | Путіньяно, Італія       | Хард     | Аїда Халатян  | Ольга Лугіна Олена Макарова       | 2–6, 4–6      |
| Переможець | 6. | 13 вересня 1992 року | Варна, Болгарія         | Глина    | Марія Марфіна | Неллі Баркан Аїда Халатян         | 6–4, 6–4      |
| Переможець | 7. | 20 вересня 1992 року | Софія, Болгарія         | Глина    | Кіррілі Шарп  | Галя Ангелова Любомира Бачева     | 7–6, 6–2      |